# Olaberria
Olaberria – gmina w Hiszpanii, w prowincji Guipúzcoa, w Kraju Basków, o powierzchni 6,92 km². W 2011 roku gmina liczyła 941 mieszkańców.